# San Saba (Rione)

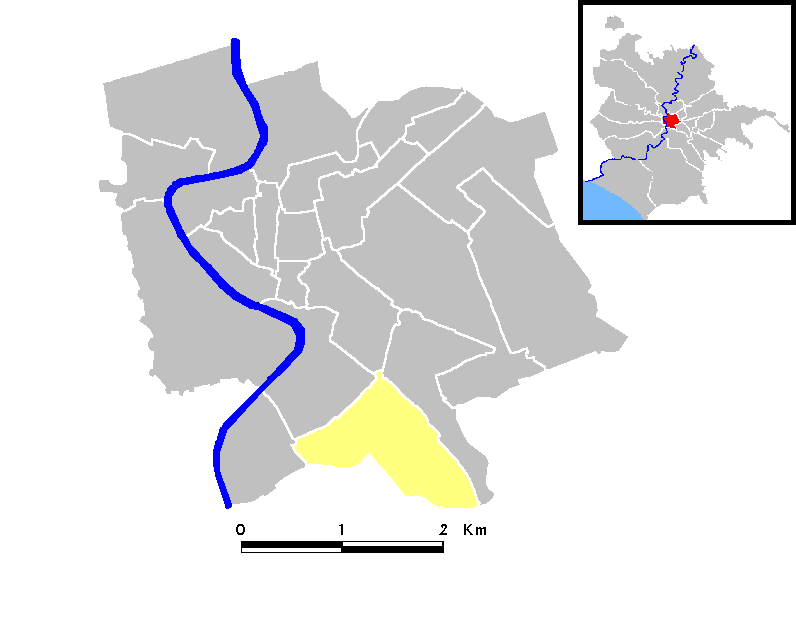
Lage von San Saba in Rom

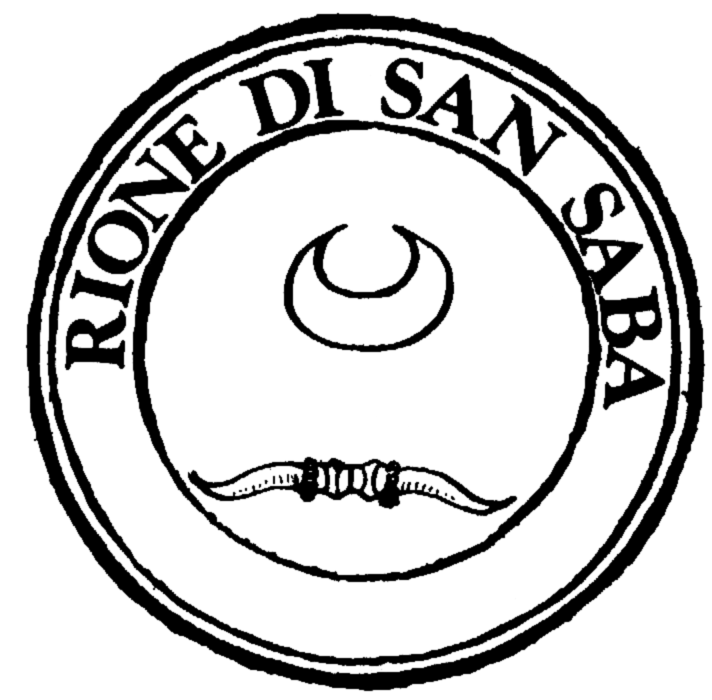
Wappen von San Saba

 San Saba ist der XXI. Rione (Stadtteil) von Rom.

## Lage
Der Rione erstreckt sich über den Hügel des Kleinen Aventin und die sich östlich anschließende Talsenke im Südosten der römischen Altstadt (Municipio I Centro Storico). Nach Nordwesten zum Aventin bilden der Viale Manlio Gelsomini und der Viale Aventino die Grenze, nach Nordosten der Viale delle Terme di Caracalla und die Via di Porta San Sebastiano, die die erste Meile der Via Appia bilden. Nach Süden wird San Saba von der Aurelianischen Mauer begrenzt, die in diesem Bereich besonders gut erhalten ist. Das Zentrum des Rione ist die Piazza Gian Lorenzo Bernini, auf der jeden Vormittag ein Markt stattfindet.

## Geschichte
Auf dem Kleinen Aventin soll Remus das Auspicium, das Vogelflugorakel zur Gründung Roms befragt haben. Daher nannte man in der Antike die Gegend Remuria. In dem dicht besiedelten Gebiet befanden sich die Tempel der Bona Dea und des Silvanus Salutaris. Im 3. Jahrhundert wurden am Fuß des Hügels die Caracalla-Thermen errichtet.
Im Mittelalter wurde der Stadtteil fast völlig verlassen und war durch Weingärten bestimmt. Lediglich wenige Kirchen und Klöster, wie das Kloster von San Saba bestanden weiter. Erst nach dem Rom 1871 zur Hauptstadt des Königreichs Italien geworden war, begann langsam die Wiederbesiedlung.
1921 wurde das Stadtviertel aus dem Rione Ripa herausgelöst und nach der im Zentrum gelegenen alten Kirche benannt. Heute ist San Saba eine ruhige, grüne aber auch teure Wohngegend in der römischen Altstadt.

## Sehenswürdigkeiten

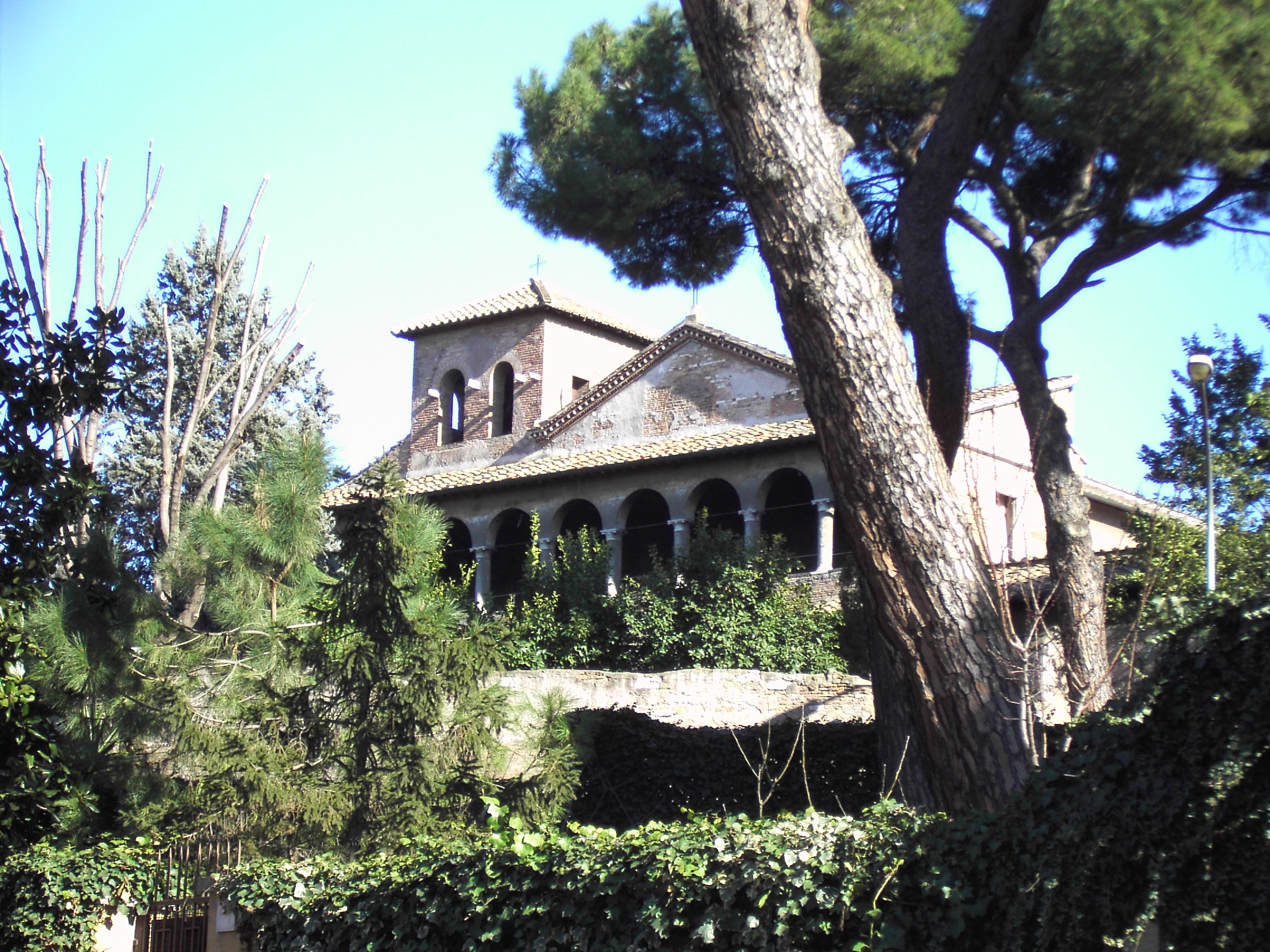
Kirche San Saba

Hauptanziehungspunkt sind die Ruinen der Caracalla-Thermen. An ihnen entlang führt die Via Appia auf ihrem ersten Abschnitt bis zur Porta San Sebastiano. Neben der namensgebenden Kirche San Saba stehen in dem Rione die Kirchen Santa Balbina, Santi Nereo e Achilleo und San Cesareo, die alle bis in die Frühzeit des Christentums zurückgehen.